# Gorgone metastigma
Gorgone metastigma är en fjärilsart som beskrevs av Walker 1858. Gorgone metastigma ingår i släktet Gorgone och familjen nattflyn. Inga underarter finns listade i Catalogue of Life.